# Season 1: Greatest Moments
Season 1: Greatest Moments är en samling från säsong 1 av American Idol. Den släpptes den 1 oktober 2002.

## Låtförteckning
| Nr  | Titel                                     | Artist              |      |
| --- | ----------------------------------------- | ------------------- | ---- |
| 1.  | "(You Make Me Feel Like A) Natural Woman" | Kelly Clarkson      | 2:37 |
| 2.  | "Respect"                                 | Kelly Clarkson      | 2:16 |
| 3.  | "For Once In My Life"                     | Justin Guarini      | 3:04 |
| 4.  | "Get Here"                                | Justin Guarini      | 4:29 |
| 5.  | "Piece Of My Heart "                      | Nikki McKibbin      | 3:59 |
| 6.  | "A House Is Not A Home"                   | Tamyra Gray         | 3:00 |
| 7.  | "Lately"                                  | RJ Helton           | 4:19 |
| 8.  | "Ain't No Sunshine"                       | Christina Christian | 2:05 |
| 9.  | "If You Really Love Me"                   | Ryan Starr          | 2:59 |
| 10. | "My Cherie Amour"                         | AJ Gil              | 3:13 |
| 11. | "I'll Be"                                 | EJay Day            | 4:28 |
| 12. | "Easy"                                    | Jim Verraros        | 4:12 |
| 13. | "California Dreamin'"                     | Finalisterna        | 2:47 |
| Nr  | Titel (Bonus Tracks)                      | Artist              |      |
| 14. | "A Moment like This" (New Mix)            | Kelly Clarkson      | 3:48 |
| 15. | "Before Your Love" (New Mix)              | Kelly Clarkson      | 3:59 |